# E28号線
E28号線 (E28ごうせん、英: European route E28) はヨーロッパを東西に走っている欧州自動車道路のAクラス幹線道路。

## 経路

### 経過する主要都市
- ドイツ
  - ベルリン
- ポーランド
  - シュチェチン - ゴレニュフ - コシャリン - グダニスク
- ロシア
  - カリーニングラード - タルパキ（英語版） - ネステロフ
- リトアニア
  - キーバルタイ（英語版） - マリヤンポレ - ヴィリニュス
- ベラルーシ
  - ミンスク